# Atopechinus
Atopechinus is een geslacht van uitgestorven zee-egels uit de familie Glypticidae.

## Soorten
- Atopechinus cellensis Thiéry, 1928 †